# Physaria fendleri
Espèce
Classification APG III (2009)
Physaria fendleri est une espèce végétale de la famille des Brassicaceae.

## Description morphologique

### Appareil végétatif
Cette plante perenne basse se présente comme une touffe de feuilles argentées de 2,5 à 40 cm de hauteur. Les feuilles lancéolées ou rubannées peuvent mesurer jusqu'à 10 cm de longueur. Celles situées le plus près de la base peuvent parfois présenter quelques dents sur leur bordure.

### Appareil reproducteur
La floraison a lieu entre mars et juin, et parfois après les pluies d'été lorsque ces dernières sont relativement abondantes.
L'inflorescence est une fleur isolée. Chaque fleur mesure environ 1,3 cm de diamètre et possède 4 pétales. Le fruit est une capsule presque sphérique, glabre, de 6 à 9 mm de diamètre.

### Espèce similaire
Physaria gordonii vit dans les mêmes régions. Mais contrairement à Physaria fendleri, cette espèce est annuelle, d'un port plus rampant mais aussi moins dense car ses feuilles ne forment pas vraiment de touffes.

## Répartition et habitat
Cette plante vit dans des zones arides du sud-ouest des États-Unis et du nord du Mexique. La limite nord de son aire de répartition va de l'ouest du Kansas au sud de l'Utah.
Elle pousse dans les déserts et prairies arides, sur sol rocailleux et/ou sablonneux, notamment sur les sols dérivant d'une roche-mère calcaire.

## Systématique
Cette espèce a été décrite en 1849 sous l'appellation Vesicaria fendleri par le botaniste américain Asa Gray dans les Memoirs of the American Academy of Arts and Science. Renommée Lesquerella fendleri par Sereno Watson en 1888, elle a longtemps été nommée ainsi, malgré une proposition en 1891 par Carl Ernst Otto Kuntze de la renommer Alyssum fendleri, proposition qui n'a pas été retenue.
En 2002, Steve Lawrence O'Kane et Ihsan Ali Al-Shehbaz proposent dans la revue de nomenclature botanique Novon le nom Physaria fendleri, et leur proposition a été acceptée.